# Naum Z. Shor
Pour les articles homonymes, voir Shor (homonymie).
Naum Zuselevich Shor (en ukrainien : Наум Зуселевич Шор), souvent cité sous la forme Naum Z. Shor, (1er janvier 1937 – 26 février 2006) est un mathématicien soviétique et ukrainien spécialiste en optimisation.

## Biographie
Shor fait ses études à l'université nationale Taras-Chevtchenko de Kiev sous la direction de Victor Mikhaïlovitch Glushkov, puis il travaille à partir de 1958 au centre de calcul de l'académie ukrainienne des sciences qui devient l'institut de cybernétique de l'académie nationale des sciences d'Ukraine (ensuite institut de cybernétique V. M. Glushkov). Il est d'abord ingénieur, puis à partir de 1983 directeur du département « Problèmes complexes d'optimisation ». Il est professeur à la section locale de l'Institut de physique et de technologie de Moscou (MIPT) à Kiev, et à l'université technique nationale d'Ukraine.

## Contributions
Il a fait des contributions importantes en optimisation non linéaire et en programmation stochastique (en), techniques numérique pour l’optimisation non lisse (en), des problèmes d'optimisation discrète, la méthode d'optimisation SDP, la dualité de Lagrange (en), les problèmes d'optimisation multiobjectif.
N. Z. Shor est surtout connu pour sa méthode itérative de l'algorithme du gradient sous-différentiel avec dilatation spatiale dans la direction de la différence de deux sous-gradients successifs (méthode appelée « algorithme r ») qu'il a créée à partir de 1962, en collaboration notamment avec Nikolai G. Zhurbenko. La méthode de l'ellipsoïde est un cas particulier de la méthode du gradient généralisé, développée indépendamment par Arkadi S. Nemirovsky und David B. Judin (de). ce procédé est la base de l’algorithme polynomial de Leonid Khatchian de programmation linéaire.

## Prix et distinctions
Shor obtient en 1981 le prix d'État de l'URSS, et en 1973, 1993 et 2000 le prix d'État de l'Ukraine.
Shor devient membre titulaire de l'Académie nationale des sciences d'Ukraine en 1998.

## Ouvrages
Shor est auteur ou coauteur de neuf monographies. Sa dernière monographie, en 1998, intitulée Nondifferentiable optimization and polynomial problems a eu une influence particulièrement grande. Dans ce livre, il décrit notamment une relation inattendue entre les problèmes d'optimisation non convexes polynomiaux et le dix-septième problème de Hilbert (représentation d'une fonction rationnelle à coefficients réels ne prenant que des valeurs positives comme somme de carrés de fonctions rationnelles).
- N. Z. Shor, Minimization methods for non differentiable functions, Springer, 1985, xvii+ 396 (ISBN 978-3-642-82118-9, DOI 10.1007/978-3-642-82118-9, lire en ligne)
- N. Z. Shor, Nondifferentiable optimization and polynomial problems, Springer (Kluwer), 1998, xvii+ 396 (ISBN 978-0-7923-4997-6, DOI 10.1007/978-1-4757-6015-6, lire en ligne)